# Lelio Martinengo

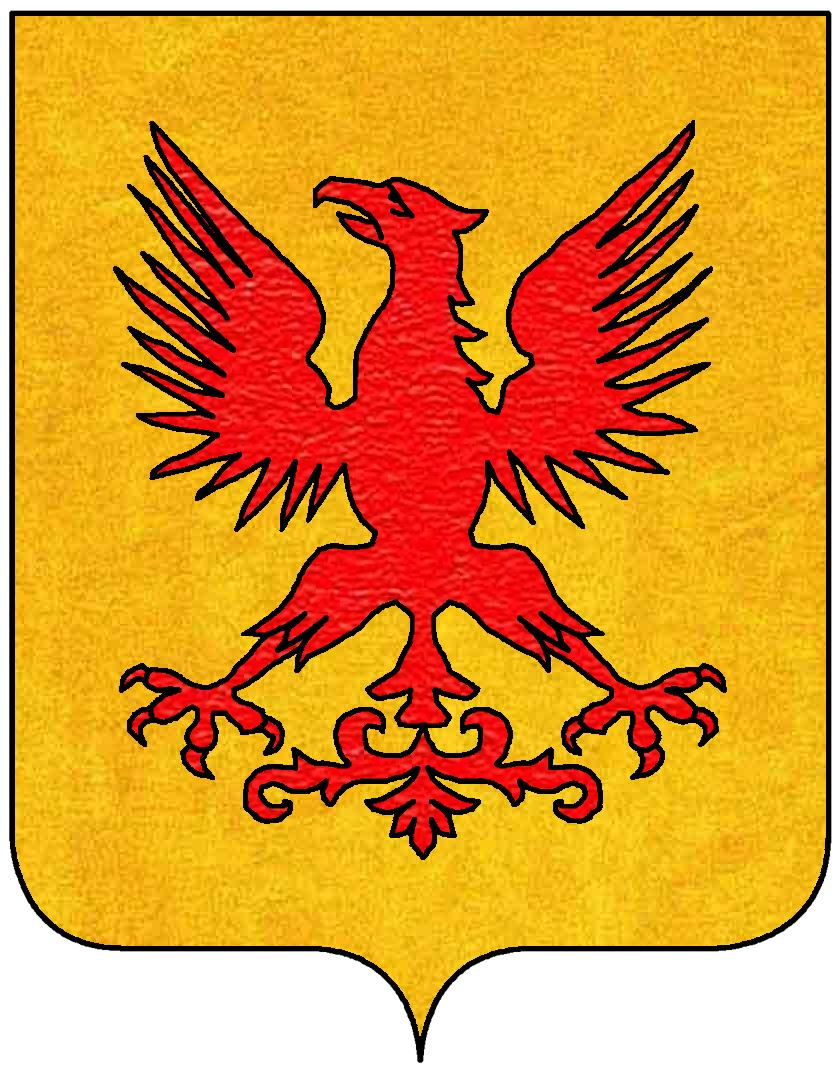
Stemma dei Martinengo

Lelio Martinengo (Brescia, 1571 – ...) è stato un militare italiano.

## Biografia
Era figlio di Giulio Martinengo (1538-1580), ramo "della Pallata", e di Grandilia Martinengo Colleoni.
Partecipò in Istria alla guerra contro gli Uscocchi. Nel 1616 durante l'assedio della fortezza di Gradisca, salvò il capitano generale veneto Pompeo Giustiniani. Nel 1629 divenuto colonnello dell'esercito veneto arruolava a sue spese duemila fanti a difesa della città dagli imperiali e dai lanzichenecchi.

## Discendenza
Lelio sposò la bergamasca Elena Furietti ed ebbero otto figli, tra questi:
- Giulio
- Francesco
- Camillo
- Cecilia (1610-1655), sposò Francesco Leopardo Martinengo da Barco
- Margherita (1624-1651), monaca
- Isabella (1611-1708), sposò Carlo Gonzaga (1616-1680)